# 碲化镝
碲化镝是一种无机化合物，为镝的碲化物之一，化学式Dy2Te3，其中Dy为+3价。它可由碲和镝按化学计量比反应得到。它在高温和碲化亚铜反应，可以得到DyCuTe2、DyCu5Te4、Dy7Cu3Te12等相。它和碲化镉在高温下可以形成CdDy2Te4。